# Fort Minor: Sampler Mixtape
Fort Minor: Sampler Mixtape is een mixtape, gemaakt door DJ Cheapshot voor de Fort Minor Street Team. Het was een promotiemixtape voor de mixtape DJ Green Lantern Presents Fort Minor: We Major. De tracks op Fort Minor: Sampler Mixtape werden al snel op het internet gezet en waren al snel te downloaden op de forums van Fort Minor. Fort Minor heeft in totaal twee mixtapes uitgebracht. Daarna werd het debuutalbum The Rising Tied gelanceerd.

## Tracklist
1. "Intro" (door DJ Cheapshot)
2. "Remember the Name" (Album Version) (met Styles of Beyond)
3. "Dolla" (met Styles of Beyond)
4. "Get It" (Styles of Beyond)
5. "Petrified" (Album Version)

## Samples
- "Dolla" bevat een sample van Led Zeppelins "The Ocean"
- "Intro" bevat samples van onder andere "Remember the Name" van Fort Minor.